# Romaña

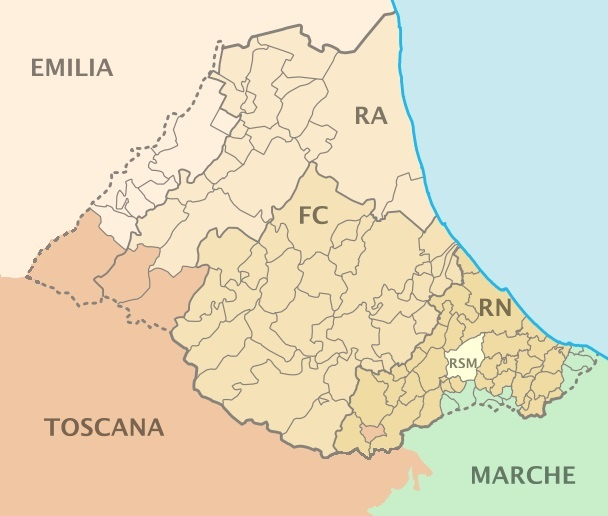
Mapa de la Romaña que muestra los municipios que la componen.

La Romaña (en italiano: Romagna, la pronunciación es idéntica a la española) es una región histórica de Italia central que actualmente forma parte de la región de la Emilia-Romaña.
Está formada por las actuales provincias de Rávena, Forlì-Cesena, Rímini y partes de la provincia de Bolonia (en las cercanías de Ímola). Una pequeña parte de la Romaña se encuentra también en las regiones de las Marcas y de la Toscana.

## Geografía
La Romaña realidad es más homogénea en su territorio geográfico que otras regiones italianas desde el punto de vista de la topográfico en la forma:
Al norte del río Rin-primaria (hasta 1152 la rama principal del río Po), de donde recibe las aguas del río Sillaro (Bastia en la ciudad) hasta la desembocadura en el mar Adriático. El lado norte se separa de la Romaña Ferrara.
Al noroeste de la Sillaro por supuesto, a lo largo de su trayectoria desde la fuente hasta la confluencia con el Rin, el norte-oeste es la frontera con boloñesa.
De las fuentes de Sillaro este, el sur sigue la divisoria de aguas de la Toscana-Romaña. Las cimas que rodean la cordillera son Bastión Monte(1190 m), cerca de Pian del Sasso di Castro, y yo (1277 m), cerca de Roncobilaccio. La línea sigue dividiendo a Učka nell'Alpe Luna (provincia de Arezzo). El lado sur se separa de la Toscana-Romaña.
Corre de este a oeste lado en casi una línea recta a lo largo de la divisoria de aguas entre la cuenca del río y el río Foglia, los nodos son los orográficas Simone Sasso y el Monte Carpegna, luego Faggiuola Monte Cerignone, hasta el promontorio de Focara Fiorenzuola, poco al sur de Gabicce. La línea este-oeste define la frontera entre la Romaña y Las Marcas. La cresta cruza la Via Flaminia, en la localidad Siligata (7 km y 9 km de Gabicce Pesaro).
El lado este se encuentra la costa del Adriático.
Teniendo en cuenta solo los elementos naturales del territorio, los lados de la medida de Romaña cuadrilátero de la siguiente manera:
- Curso del Rin (Bastia): 40 km;
- Sillaro Curso: 74 km
- Cuencas de montaña: 215 km;
- Costa del Mar: 94 km

Usted puede medir el área de la Romaña, sobre la base de las tarjetas de Instituto Geográfico Militar, los resultados del cálculo de 6380,6 km², de los cuales 2334,3 km² relevantes a la llanura (36,4%) y 4.046,3 kilómetros cuadrados de zona de montaña (63,6%)

### Hidrografía
Sus límites geográficos son: al oeste el río Sillaro, al norte el río Reno, al suroeste la crestería de los Apeninos tosco-romañolos, al este el mar Adriático y al sureste el promontorio de Focara, en las proximidades de Gabicce Mare.

## La Romaña prerromana

### La prehistoria
La Romaña ya estuvo habitada durante la prehistoria, como así lo demuestran muchos hallazgos arqueológicos: el sitio más famoso está situado en Monte Poggiolo, cerca de Forlì. 
El Monte Poggiolo es una colina sobre la que se asienta un interesante castillo. A poca distancia de él, en una localidad llamada Casa Belvedere, han sido hallados, a partir de 1983, millares de restos que tienen una antigüedad de al menos 800 000 años, considerados de gran importancia para la historia local, pero también para la historia de toda la Italia del Paleolítico.

### De losumbrosa losceltas
Los primeros habitantes de la actual Romaña de los que se tienen noticias fueron los umbros y los etruscos. Sin embargo, alrededor del año 350 a. C., el territorio fue conquistado por el pueblo que puso la primera huella a la Romaña: los celtas; aunque los pueblos que ya habitaban allí no sucumbieron totalmente. En efecto, con toda probabilidad, el gran comediógrafo de Sarsina (cerca de Cesena) Tito Marcio Plauto fue de origen umbro. 
Emigrados del norte, los celtas se establecieron en Italia, más precisamente en la Galia Cisalpina, que es un territorio que parte de los Alpes y comprende la llanura padana, una parte de los Apeninos septentrionales y la Italia nororiental. Entre las numerosas tribus celtas también bajaron a Italia los senones, los lingones y los boios.